# Gurgel BR-800
El Gurgel BR-800 fue un pequeño automóvil brasileño producido entre 1988 y principios de 1992. El proyecto comenzó bajo el acrónimo CENA, que significa «Automóvil Económico Nacional» («Carro Econômico Nacional», en portugués), diseñado para ser esencialmente un automóvil pequeño para uso urbano diario. Recibió gran atención y buenas críticas de la prensa especializada en cuanto a las soluciones mecánicas, comodidad, manejabilidad y estabilidad. En la presentación de septiembre de 1987, el automóvil se llamó Gurgel 280, pero cuando comenzaron las ventas finalmente se convirtió en BR-800. El automóvil solo se podía comprar si el comprador también compraba 750 acciones en Gurgel, lo que lo hacía considerablemente más caro que el mucho más grande, y con mejores prestaciones, Chevrolet Chevette, el entonces coche nuevo más barato disponible en Brasil.
El proyecto fue apoyado por el entonces presidente de Brasil, José Sarney, quien aseguró grandes préstamos no garantizados para el proyecto de Gurgel, y también permitió que se vendiera con un impuesto sobre las ventas especialmente bajo. No obstante, solo se construyeron alrededor de 4.000 unidades en unos cuatro años de producción.

## Mecánica
El motor, llamado Gurgel Enertron, fue desarrollado por la propia Gurgel. Se trata de un motor de gasolina refrigerado por agua con dos cilindros de pistones opuestos. Esencialmente es un motor boxer VW de cuatro cilindros reducido a la mitad, desarrollado con cilindradas de 650 cc u 800 cc, generando 26 CV (19 kW) y 30 CV (22 kW) respectivamente. Tenía un diseño muy simple y robusto, eliminando totalmente la correa trapezoidal al utilizar el cigüeñal para accionar el alternador y el árbol de levas para bomba de agua y aceite. En una etapa posterior de desarrollo, se reintrodujo la correa en V para el alternador, de modo que la batería se carga incluso a bajas velocidades del motor.
El andar del automóvil también recibió fuertes quejas, debido al uso de la propia suspensión «Springshock» de Gurgel. Este sistema, hecho principalmente de materiales sintéticos, fue abandonado por una configuración más convencional para el Supermini.

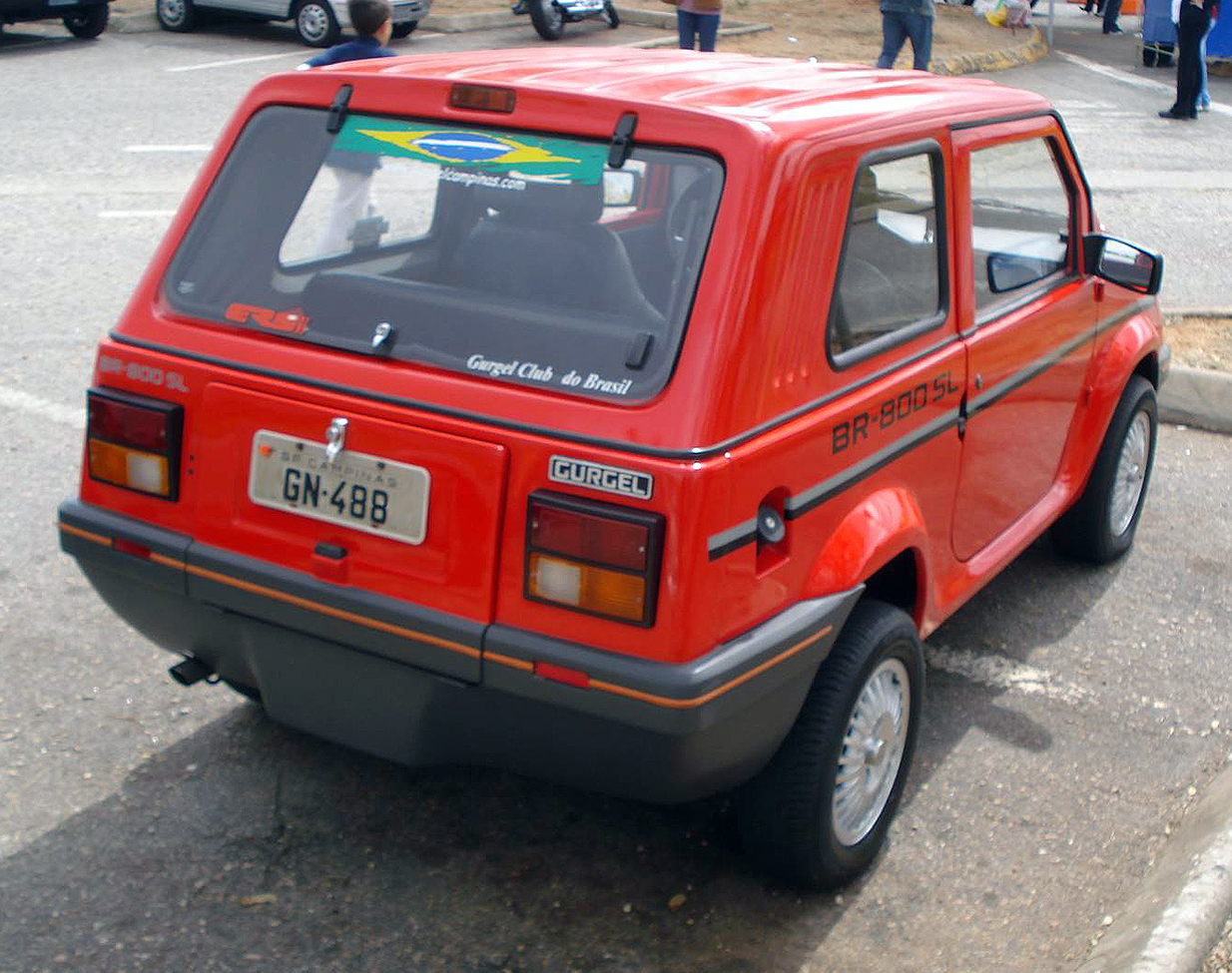
Vista trasera del Gurgel BR-800 SL

La carrocería se hizo usando Plasteel (un compuesto de fibra de vidrio y acero patentado por Gurgel), y estaba diseñada para cuatro pasajeros; algunos consideran que tiene un buen nivel de espacio para los pasajeros y el conductor, a pesar de tener menos de 3,2 m de longitud. Durante el desarrollo, el pequeño motor de 650 cc se dejó de lado y solo entró en producción una versión del motor de 800 cc y 32 PS. No obstante, se consideró que el automóvil tenía poca potencia, con una velocidad máxima de 110 km/h (68 mph). La potencia se incrementó a 36 CV (26 kW) para la versión SL posterior. La carrocería, para ahorrar costes, tiene lunas planas.

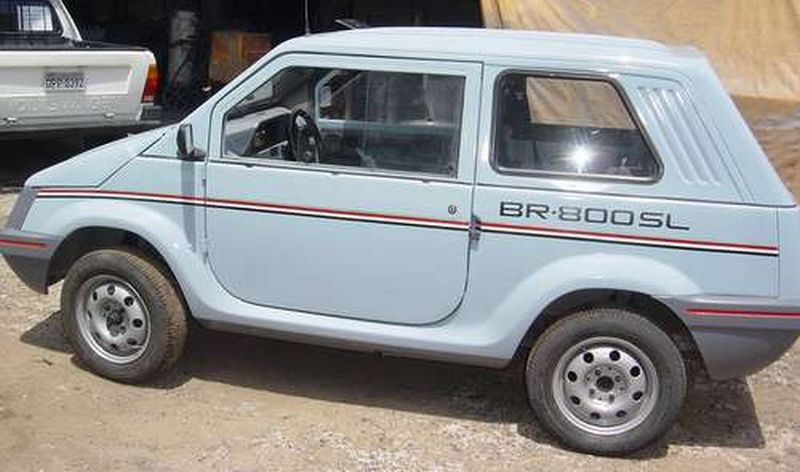
Gurgel BR-800 SL

Entre 1988 y julio de 1990, el Gurgel BR-800 vio reducido el impuesto IPI al 7%, lo que le dio una gran ventaja a Gurgel. En julio de 1990, el presidente brasileño Fernando Collor decidió otorgar un recorte de impuestos similar a todos los automóviles con motores de menos de un litro, equiparando así el precio del BR-800 con el de los automóviles significativamente más grandes y utilizables, reduciendo las ventas de BR-800 a cuentagotas.
A fines de 1991, el BR-800 recibió algunos rediseños y otras mejoras, cambiando su nombre a BR-SL. Éste luego recibió algunas mejoras generales y un restyling más completo, evolucionando hacia el Gurgel Supermini.